# Monster Hunter: World
Monster Hunter: World — компьютерная игра в жанре action/RPG с открытым миром, разработанная и выпущенная японской компанией Capcom для платформ PlayStation 4, Xbox One и Windows в 2018 году. Это одна из основных частей серии игр Monster Hunter. Как и в других играх серии, игрок управляет «охотником на монстров» — фантастических животных, напоминающих динозавров и драконов. В отличие от предыдущих игр серии, в World присутствует открытый мир — между различными областями игры можно перемещаться свободно, без экранов загрузки. Игра поддерживает кооперативный режим с возможностью совместной игры до четырех игроков, причём игроки из Японии и западных стран могут играть вместе друг с другом.

## Игровой процесс
Monster Hunter: World — это Action/RPG от третьего лица; её игровой персонаж — «охотник на монстров», который должен выслеживать и убивать или ловить живьём различных существ в открытом мире. Игровой цикл World вкратце можно описать следующим образом: выполняя задания по охоте на монстров, игрок получает материалы — как с тел самих существ, так и из мест их обитания; из этих материалов он может создать снаряжение — оружие и доспехи, которые дают игроку возможность охотиться на более сильных монстров и получать ещё более ценные материалы для создания ещё более мощного снаряжения.
Сам персонаж не имеет каких-либо навыков, вместо этого они определяются тем, какую экипировку несет Охотник. Экипировка включает в себя 14 видов оружия, которое уже было в предыдущих частях, но в World оказалось переработано и получило новые движения. Оружие определяет стиль боя Охотника и его роль в команде. Отталкиваясь от оружия, игрок выбирает себе броню, которая тем временем не просто защита. Броня несет в себе различные навыки, которые дают Охотнику различные возможности. Таким образом, игрок выбирает, как ему играть и, отталкиваясь от этого, подбирает себе оборудование. Помимо брони и оружия Охотнику пригодятся различные напитки, ловушки, метательные ножи и многое другое. В начале путешествия игроку доступна базовая экипировка, которую можно купить за деньги. Остальное же нужно собирать из ресурсов, добытых с монстров, а также с локаций такие как, например, руда. Также ресурсы можно получить в награде при удачном окончании задания. Таким образом, это формирует основную идею игры — сражаться с монстрами, делать из них экипировку, чтоб охотиться на более серьезных противников и снова улучшать снаряжение.
В Monster Hunter World, как и в Monster Hunter 4 и в Monster Hunter XX Cross, охотник сможет оседлать монстра, чтоб опрокинуть его на землю, но «Стили Боя» и «Prowler Mode» из Monster Hunter XX Cross не войдут в игру. В World охотник сможет в этом режиме даже задействовать свое основное оружие, чтоб сбить монстра с ног. Все охотники получат новый инструмент — Slinger, который может быть использован в качестве крюка для карабканья на возвышенность. Также его можно использовать в качестве рогатки, заряжая в него камни, орехи, метательные ножи со статусными эффектами, которые могут навредить монстру или даже не дать ему уйти как, например, парализующий кинжал. Также в распоряжении охотников будут Мантии: одна для того, чтобы замаскироваться от монстров, вторая — чтоб сосредоточить его внимание на себе с помощью звенящих пластин, третья позволяет стать устойчивым к сбиванию с ног и к крику монстров; еще одна дает возможность парить в воздушных потоках и другие. Впервые в серии охотнику дают отслеживающих светлячков, которые по следам, оставленным монстрами, могут отследить их. Этих светлячков можно натаскать, и они станут более эффективными. Они заменяют Paintball, который нужно было кидать в монстра, чтоб отметить его на карте.
В World, как и в предыдущих частях, есть несколько огромных областей (карт) для охоты, но, в отличие от предыдущих частей, здесь каждая область будет одной огромной, бесшовной картой, тогда как в предыдущих частях карта была разделена на зоны с экраном загрузки. Зоны давали охотнику возможность сбежать от монстра в другую, привести себя в порядок, наточить клинок и снова вступить в бой. В World же этого не получится сделать и нужно будет быть более осторожным, но в World у охотника есть возможность пить зелье на ходу, в отличие от предыдущих частях, и прервать его использование в любой момент. Теперь на заданиях будет динамичная система смены погоды и времени суток, что будет влиять на поведение монстров. Части окружающей среды теперь можно разрушать как охотникам, так и монстрам, например, стены, чтоб проделать новый путь, или вызволить застоявшиеся воды и смыть ими монстра, обрушить часть скалы и т. д. Монстры реагируют на появление других монстров в своей зоне обитания, что позволяет заманивать одних к другим и стравливать их, что сыграет Вам на руку. Теперь в области есть несколько лагерей вместо одного в предыдущих частях, между ними можно использовать быстрое перемещение. В лагерях теперь можно менять оборудование — как оружие, так и броню, что дает возможность исправить неверный выбор перед заданием. Город Астера выступает, как и обычно, в качестве центрального хаба, в котором мы можем создавать и улучшать оборудование, брать задания, торговать и т. д.
Игра поддерживает как игру для одного игрока, так и многопользовательский режим — как и обычно 4 игрока одновременно на одном задании, но в гилдхолле может быть одновременно до 16 человек. Также можно создавать свою гильдию до 50 человек. Система заданий будет одинакова и в одиночной игре и в мультиплеере в отличие от предыдущих частей, где задания для нескольких человек были сложнее чем для одного, отсюда появляется новая система — мощность монстра увеличивается в зависимости от количества игроков. Во время задания игрок может позвать на помощь других игроков, стрельнув сигнальной ракетой в небо. В мультиплеере игроки смогут использовать заготовленные фразы, которые будут автоматически переводиться игрокам из других стран, что поможет игрокам лучше взаимодействовать. Игра хоть и будет кроссрегион, однако не кроссплатформенной. Для онлайн игры необходимо будет зарегистрироваться в PlayStation Network или Xbox Live в зависимости от консоли. В World будет достаточно много подсказок, в отличие от предыдущих частей. Здесь вам будет помогать компаньон, который будет рассказывать о том, как охотиться и как лучше выжить. Если вы играете один, и решили позвать на помощь, то при переходе игры в мультиплеер здоровье монстра увеличится, но процент ущерба нанесенный монстру останется. Здоровье монстра не будет зависеть от количества игроков находящихся в мультиплеере, а также если при игре в мультиплеер вы оказались в итоге один, здоровье монстра останется на уровне мультиплеера.
В игре будет сюжетный режим, но в отличие от предыдущих частей он не ограничится «Low Rank», он будет перетекать и на «Hi Rank». Полный сюжетный режим оценивается на 40-50 часов по словам Yuya Tokuda. Вместо собирательных квестов, которые заставляли игрока много времени ходить и собирать различные ресурсы, World предлагает Исследования, которые будут доступны одновременно с основными квестами, то есть вы можете собрать необходимые ресурсы на основном квесте и сдать их. Одновременно можно брать до 6 Исследований. После запуска игры компания Capcom будет поддерживать игру, как и предыдущие части, регулярными многочисленными бесплатными дополнениями, но более интересными.

## Разработка
Игра была анонсирована на пресс-конференции PlayStation на выставке Electronic Entertainment Expo 2017.
Monster Hunter World является частью основной серии и сначала ей даже хотели присвоить цифру 5, но передумали, назвав World в связи с тем, что игра будет одновременно запущена по всему миру и для всего мира, так как переведена она будет на большинство языков мира. Создание игры началось примерно за 3 года до E3 2018 и еще год до этого был мозговой штурм по поводу грядущей следующей части, так как игра разрабатывалась для домашних консолей, а не для портативных. Нужно было привнести много нового и предстояла большая работа.
Первый прототип World, показанный разработчиками на конференции Game Developers Conference в 2018 году, был завершён в ноябре 2015 года — над ним в течение полутора лет работала команда из 50-70 разработчиков. Показанная сцена из прототипа вообще не содержала сражений или больших монстров — это был тёмный лес со множеством мелких существ, где не было иных источников света, кроме фосфоресцирующего мха и контейнера со светлячками, который нёс охотник. Разработчики считали нужным сначала создать «живой и дышащий мир» и посмотреть, как в нём могло бы выглядеть выслеживание крупного зверя в ночном лесу. Разработчики также пытались отразить выслеживание через анимации самого охотника — он должен был чувствовать присутствие монстров и реагировать на них. Другая показанная на конференции сцена показывала столкновение охотника с большим монстром Аньянатом и демонстрировала разрушение объектов окружения.
Продюсер Рёдзо Цудзимото сказал, что в предыдущих частях локации были разделены на зоны, и он хочет изменить это. Разработчики хотели создать живой мир с своей экосистемой, со сложным взаимодействием искусственного интеллекта между монстрами и окружающей средой. В прошлых частях они были ограничены возможностями портативных консолей. Разработчики задались целью создать очень живой мир, не разделенный зонами, а цельный, как одна огромная карта, что мы и видим в игре. В каждой локации можно увидеть границы других областей, что дает ощущение целостности. Также это лишает игрока возможности перескакивать в другую зону, чтобы вылечиться и наточить оружие, что делает игру более реалистичной и динамичной. Для монстров будет реализовано множество вариантов поведения, чтобы они казались непредсказуемыми.
Работая над World они понимали, что система открытого мира будет хорошо принята на западе. Серия Monster Hunter была популярна больше на родине, в Японии, нежели на западе и продавалась у себя намного лучше. Все это из-за высокой сложности игры и высокого порога вхождения, что не давало возможности неопытному геймеру начать играть в нее. Также то, что игра по большей части выходила на портативных консолях из-за их популярности в Японии. Разработчики поняли, что новый подход к игре будет хорошо воспринят на западе, с новыми методами управления и дизайном интерфейса. Также они позаботились о том, чтобы обучение было озвучено, чтобы игрок не отвлекался на диалоговое окно. Цудзимото и Токуда признали, что World станет первой игрой в серии, в которую сыграло больше западных игроков, чем в предыдущие. Для большинства она вообще станет первой игрой серии. Также разработчики учли жалобы не сумевших пройти высокий порог вхождения в игру и сделали его более понятным (но это не сделало игру легче, так что не надейтесь что это поможет вам лучше играть).
Фудзиока отреагировал на критику западных игроков, якобы почему разработчики не пытаются сделать игру проще, чтобы западных игроков стало больше, и они покупали игру. Он дал понять, что они не обращают внимания на такие заявления и не будут пытаться сделать игру легче (с каждой частью серия становилась лишь сложнее, взять, к примеру, Guild Quest’s из MH4. По сей день это самый сложный конец игры во всей серии). Некоторые разработчики иногда идут на уступки и делают игру казуальной, чтобы ее купило как можно больше людей, но с Monster Hunter этот номер не пройдет. В игру внесены различные изменения, которые, казалось бы, облегчают игру, но это не так (иначе это был бы хаос). Что-то становится более удобным, и игра реагирует на это своими сложностями. Так что не ждите от игры поблажек. Токуда сказал, что они не упрощают игру, а пытаются внести изменения и разнообразить игру, чтобы игрок мог изучать монстров и придумывать тактики для охоты на них. Сделать так, что если вдруг игрок ошибся и проиграл, то он не думал, что это несправедливо, а будет учиться и избегать своих ошибок. Большинство изменений были сделаны для порога вхождения в игру, чтобы помочь новым игрокам понять концепцию игру, но это никак не влияет на сложность игры. Цудзимото сказал, поскольку они работают над серией уже больше 10 лет, то они прекрасно понимают, что ждут от игры поклонники серии: «Мы хотим, чтобы поклонники Monster Hunter чувствовали, что это тот самый Monster Hunter, в которую они привыкли играть.»
Подзаголовок World ссылается на многие аспекты измененного дизайна игры, отличающие ее от прошлых частей Monster Hunter: Игра будет иметь одновременный выпуск во всём мире. Она будет работать на всемирных серверах, а не делиться на регионы. Карты игры теперь являют целостные области и являют собой живой мир. Capcom не стали присваивать игре цифру 5, чтобы новые игроки не думали, что должны пройти предыдущие части, чтобы понять эту.
Цудзимото и Токуда отметили, что, соответствуя названию части, пытались привнести в нее уникальные элементы геймплея, поэтому «Hunter Arts» и «Prowler» не будут включены. Тем не менее, они переработали все оружия и добавили им новые движения и способности, чтобы освежить их для ветеранов серии. Разработчики планируют внедрить в игру предметы в сотрудничестве со своими партнерами. Например, Capcom объявила, что в рамках 30-летия Mega Men, костюмы Mega-Mеn и музыка из серии будут включены в игру в виде евент квеста. Подобное было в предыдущих частях серии Monster Hunter.
В то время как основная команда из Осаки разработала ядро, Capcom привлекла других программистов, знакомых с консолями нового поколения, чтобы разработать игру для этих консолей. В игре будет использоваться модифицированная версия движка MT Framework от Capcom. Разработка нацелена создать в игре как минимум 30 кадров в секунду на всех платформах. Консольная версия, как ожидается, будет идти на ультра-высоких разрешениях и других современных функциях от Playstation 4 Рro и Xbox One X. Когда началась разработка игры, об этих технологиях еще не было объявлено, но, когда о них стало известно (приблизительно 2016), Capcom признала, что у них не было времени оценить эти спецификации, что могло повлиять на дату выпуска, но благодаря поддержке Sony и Microsoft, они смогли сделать World эффективным на этих консолях. Для этих консолей игра включает в себя опции по запуску игры в разных режимах: с уклоном на графику и понижением частоты кадров, с уклоном на повышение частоты кадров и понижением графики.
Цудзимото и Токуда заявили, что версия для Windows обозначена тем, что они хотят убедиться в ее стабильности. Всю работу проводит сама Capcom, чтобы исключить портирование игры. Разработчики также стремятся к тому, чтобы игра шла на разнообразных конфигурациях компьютеров и нуждаются в дополнительном времени для достижения этой цели. 3 Января 2018 года было опубликовано видео «Monster Hunter: World — PC Development Update» в котором продюсер Рёдзо Цудзимото объявил о выходе версии для Windows осенью 2018 года.

### Выпуск
На Tokyo Game Show 2017 Capcom подтвердила дату выхода игры — 26 января 2018 года. Помимо цифровых и физических копий игра будет поставляться в коллекционном издании, в которое будут входить буклет с изображениями на тематику игры, диск с игрой, диск с саундтреком и фигуркой Nergigante. Лимитированное издание Playstation 4 Рro Rathalos Rioreusu Editon было выпущено только в Японии 7 декабря 2017 года.
С 9 по 12 декабря 2017 было первое бета-тестирование игры эксклюзивно для участников PlayStation Plus для PlayStation 4. Демоверсия включила в себя 3 квеста на Great Jagras, Barroth Barroth, Anjanath, также предоставляла на выбор любое из 14 видов оружия. Квесты можно было проходить как одному, так и по сети с другими игроками. Игроки получат награду за пройденные 3 квеста в полной версии игры. Второй бета-тест не требовал наличия PlayStation Plus и проходил 22—26 декабря 2017 года. Последний бета-тест прошёл с 19 по 22 января 2018 года, но он будет отличается тем, что в нем доступен 4-й квест на Nergigante.
Оригинальный саундтрек из трёх дисков для Monster Hunter: World был выпущен 14 февраля 2018 года в Японии.

## Оценки, награды и продажи
| Сводный рейтинг       | Сводный рейтинг                                 |
| Агрегатор             | Оценка                                          |
| --------------------- | ----------------------------------------------- |
| GameRankings          | - (PC) 89,12 % - (PS4) 89,71 % - (XONE) 89,90 % |
| Metacritic            | (PC) 88/100 (PS4) 90/100 (XONE) 90/100          |
| Иноязычные издания    |                                                 |
| Издание               | Оценка                                          |
| Destructoid           | 9/10                                            |
| Edge                  | 9/10                                            |
| EGM                   | 9/10                                            |
| Famitsu               | 39/40                                           |
| Game Informer         | 9,5/10                                          |
| GameSpot              | 8/10                                            |
| GamesRadar+           | [ 23 ]                                          |
| IGN                   | 9,5/10                                          |
| PC Gamer (US)         | 86/100                                          |
| Polygon               | 9/10                                            |
| VideoGamer            | 9/10                                            |
| Русскоязычные издания |                                                 |
| Издание               | Оценка                                          |
| «Игры Mail.ru»        | «8/10»                                          |

| Сводный рейтинг | Сводный рейтинг |
| Агрегатор       | Оценка          |
| --------------- | --------------- |
| GameRankings    | 90,39 %         |

По итогам 2018 года игра стала лауреатом 22-й ежегодной премии D.I.C.E. Awards — премии Академии интерактивных искусств и наук (Academy of Interactive Arts & Sciences), одержав победу в номинации «Лучшая ролевая игра».

### Продажи
На конец 2023 года Capcom продала более 23 млн копий.

### Награды
| Год  | Награда                     | Категория                                  | Результат | Ref                  |
| ---- | --------------------------- | ------------------------------------------ | --------- | -------------------- |
| 2017 | Gamescom 2017               | Лучший стенд на выставке                   | Номинация | [ 31 ] [ 32 ]        |
| 2017 | Gamescom 2017               | Лучшая игра на PS4                         | Номинация | [ 31 ] [ 32 ]        |
| 2017 | Gamescom 2017               | Лучшая социальная или онлайновая игра      | Номинация | [ 31 ] [ 32 ]        |
| 2017 | Gamescom 2017               | Лучший мультиплеер                         | Номинация |                      |
| 2017 | The Game Awards 2017        | Самая ожидаемая игра                       | Номинация | [ 33 ] [ 34 ]        |
| 2018 | Japan Game Awards           | Игра года                                  | Победа    | [ 35 ]               |
| 2018 | Japan Game Awards           | Приз за высокое качество                   | Победа    | [ 35 ]               |
| 2018 | Golden Joystick Awards      | Лучший визуальный дизайн                   | Номинация | [ 36 ] [ 37 ] [ 38 ] |
| 2018 | Golden Joystick Awards      | Лучший аудиодизайн                         | Номинация | [ 36 ] [ 37 ] [ 38 ] |
| 2018 | Golden Joystick Awards      | Лучшая кооперативная игра                  | Номинация | [ 36 ] [ 37 ] [ 38 ] |
| 2018 | Golden Joystick Awards      | Лучшая игра года                           | Номинация | [ 36 ] [ 37 ] [ 38 ] |
| 2018 | The Game Awards 2018        | Игра года                                  | Номинация | [ 39 ] [ 40 ] [ 41 ] |
| 2018 | The Game Awards 2018        | Лучшая RPG игры                            | Победа    | [ 39 ] [ 40 ] [ 41 ] |
| 2018 | The Game Awards 2018        | Лучшая мультиплеерная игра                 | Номинация | [ 39 ] [ 40 ] [ 41 ] |
| 2018 | Gamers' Choice Awards       | Любимая игра фанатов                       | Номинация | [ 42 ] [ 43 ]        |
| 2018 | Gamers' Choice Awards       | Любимая многопользовательская игра фанатов | Номинация | [ 42 ] [ 43 ]        |
| 2018 | Gamers' Choice Awards       | Любимая ролевая игра фанатов               | Номинация | [ 42 ] [ 43 ]        |
| 2018 | Titanium Awards             | Лучшая ролевая игра                        | Номинация | [ 44 ]               |
| 2018 | Australian Games Awards     | Многопользовательская/сетевая игра года    | Номинация | [ 45 ]               |
| 2018 | Australian Games Awards     | RPG Года                                   | Номинация | [ 45 ]               |
| 2018 | Australian Games Awards     | Игра года                                  | Номинация | [ 45 ]               |
| 2019 | New York Game Awards        | Премия Big Apple за лучшую игру года       | Номинация | [ 46 ]               |
| 2019 | New York Game Awards        | Премия Статуя Свободы за лучший мир        | Номинация | [ 46 ]               |
| 2019 | 22nd Annual D.I.C.E. Awards | Ролевая игра года                          | Победа    | [ 47 ] [ 48 ]        |
| 2019 | NAVGTR Awards 2019          | Игра года                                  | Номинация | [ 49 ]               |
| 2019 | NAVGTR Awards 2019          | Дизайн персонажа                           | Номинация | [ 49 ]               |
| 2019 | NAVGTR Awards 2019          | Дизайн, Франшиза                           | Номинация | [ 49 ]               |
| 2019 | SXSW Gaming Awards 2019     | Превосходство в многопользовательской игре | Номинация | [ 50 ]               |
| 2019 | SXSW Gaming Awards 2019     | Популярная игра года                       | Номинация | [ 50 ]               |
| 2019 | Famitsu Awards              | Игра года                                  | Победа    | [ 51 ]               |
| 2019 | Famitsu Awards              | Премия за превосходство                    | Победа    | [ 51 ]               |
| 2019 | Italian Video Game Awards   | Выбор народа                               | Номинация | [ 52 ]               |
| 2019 | Italian Video Game Awards   | Игра года                                  | Номинация | [ 52 ]               |
| 2019 | Italian Video Game Awards   | Лучший игровой дизайн                      | Номинация | [ 52 ]               |
| 2019 | Italian Video Game Awards   | Лучшая развивающая игра                    | Номинация | [ 52 ]               |
| 2019 | Game Critics Awards         | Лучшая текущая игра                        | Номинация | [ 53 ]               |